# Kaal Akuma
Kaal Akuma ist eine Death-Metal-Band aus Dhaka, der Hauptstadt Bangladeschs.

## Geschichte
Die Gruppe wurde Ende 2018 von den drei Musikern Rafiul Hassan Siddiki Rivoo (Gesang, Bass), Akif Ahmed Khan (Gitarre) und Alex Joven (Schlagzeug) gegründet. Im Folgejahr veröffentlichte das Trio die Digital-Single Master of Metnal im Selbstverlag. Im März 2020 nahmen die Musiker das Debütalbum In the Mouth of Madness auf und teilten Anfang September desselben Jahres auf ihrer Facebook-Seite mit, dass ein Vertrag mit Dunkelheit Produktionen unterzeichnet wurde. Das Album wurde dann im Januar 2021 von dem deutschen Metal-Label auf den Markt gebracht.
Livekonzerte gab die Band in Bangladesch u. a. in Chittagong („Summoning the Eternal Wrath 2019“), in Rajshahi („Inferno Gate“), in der Distrikthauptstadt Gazipur („Abominable Carnivore“) und in der Landeshauptstadt Dhaka („Bangladesh Death Fest 2021“).

## Stil
Kaal Akuma spielt „old school klingenden Death Metal“ mit einer Betonung auf „längeren und dunkleren Melodielinien“, heißt es bei der bangladeschischen Zeitung The Business Standard. Bei Voices from the Darkside wurde der Stil des Debütalbums als „unerbittlicher Angriff von Death und Black Metal“ bezeichnet. Bezogen auf Referenzgruppen schrieb Apocalypse Later Music sinngemäß „Possessed trifft frühe Bathory“. Zudem gebe es ein „Avant-garde Mindset“, dessen Wurzeln auf Celtic Frost zurückzuführen seien.
Die Texte beschäftigen sich mit persönlichen Philosophien, Lovecraft-mäßigem Horror, der Maya-Kultur, Misanthropie, Tod und Dunkelheit. So behandelt beispielsweise die 2019 im Selbstverlag veröffentlichte Single die „Metnal“ genannte Unterwelt der Mayas der Yucatán-Halbinsel.

## Diskografie
- 2019: Master of Metnal (Digital-Single, Selbstverlag)
- 2021: In the Mouth of Madness (Album, Dunkelheit Produktionen)
- 2023: Turiya (EP, Nuclear Winter Records)